# Ónodský sněm

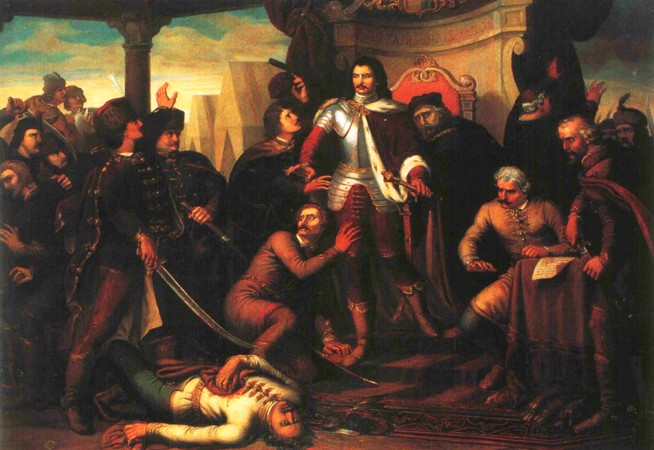
Ónodský sněm na obraze Orlai Petriche Somy.

Ónodský sněm, nebo také sněm v Ónodu či divoký sněm (maďarsky Ónodi országgyűlés) byl sněm zástupců stolic a svobodných královských měst ze všech území, které ovládal František II. Rákoci. Sněm se konal v Ónódu (obec cca 18 km jižně od Miskolce) 31. května 1707 až 22. června 1707 během posledního protihabsburského povstání (Rákócziho povstání).
Na sněmu byli Habsburkové (z pohledu účastníků sněmu) zbaveni uherského trůnu. Tím se vzbouřenci snažili získat vojenskou a finanční podporu Francie (Rákoci se korunovat nenechal). Kromě toho šlechticům, kteří se do dvou měsíců nepřipojili k povstání Františka Rákocziho, měl být zkonfiskován majetek. Rovněž byly odhlasovány nové daně ve výši 2 miliony zlatých na placení výdajů a pokračování povstání.
V důsledku tohoto sněmu (zejména svržení Habsburků z trůnu a konfliktu se slovenskými šlechtici) Rákoci a Berceni ztratili poslední sympatie u většiny obyvatelstva a domácí šlechty.

## Konflikt s Turčanskou stolicí
Představitelé Turčanské stolice již v lednu 1707 dopisem vyzvali dopisem sousední župy, aby spolu naléhaly na ukončení Rákociho povstání z důvodu přílišného zatížení daněmi a chyb povstalců. Stali se tak opozicí proti Rákocimu; její jádro představovali zejména slovenští zemané.
Dopis se dostal do rukou Rákocimu a ten se rozhodl záležitost představit na sněmu. Dne 6. června byli na zasedání sněmu vyslanci Turčanské stolice podžupan Krištof Okoličáni a jeho náměstek Melichar Rakovský obviněni, že svou činností ohrožují jednotu boje za svobodu. Následně je napadl dav Rákociho stoupenců. Rakovského rozsekali šavlemi a Okoličániho dne 9. června popravili. Turčanska stolice byla zrušena, její vlajky zničené, pečetě zlomené a území připojené k sousedním stolicícm (později byla Turčanská župa nicméně obnovena). Všech 58 poslanců sněmu za Turčanskou stolici šlo do vězení a jejich majetky byly zkonfiskovány.
Zavraždění vyslanců nahnalo ostatním poslancům sněmu strach, v jehož důsledku bez protestů (i když s nevolí) odhlasovali sesazení Habsburků z uherského trůnu.

## Zajímavost
Na ónodském sněmu dělal pravděpodobně ozbrojený doprovod kuruc Juraj Jánošík.